# میدون (دهستان)
 میدون  دهستانی است در عزلهٔ (السهمان)، ناحیهٔ (خولان)، وأعمال ذی یزن، از توابع استان تَعِز در کشور یمن در شبه جزیره عربستان.

## جمعیت
جمعیت این دهستان در حدود (۲۱ خانوار) و (۴۹۷۹) نفر می‌باشد. ساکنان این دهستان از اهل سنت از شاخه شافعی هستند. 

## منبع
- المقحفی، ابراهیم، احمد ، (مُعجَم المُدُن وَالقَبائِل الیَمَنِیَة) ، منشورات دار الحکمة، صنعاء، چاپ پنجم، وانتشار سال ۱۹۸۵ میلادی به (عربی).